# グレン・バウアーソック
- バウアーソック
- バワーソック[1]

グレン・ウォーレン・バウアーソック（Glen Warren Bowersock, 1936年 - ）は、アメリカ合衆国の歴史学者。専攻は古代ギリシア、古代ローマ、近東。

## 経歴
ロードアイランド州のプロビデンスに生まれる。マサチューセッツ州ウェストンのリバースクールに通い、1957年にハーバード大学から最優秀生 (summa cum laude) としてA.B.学位を取得、1959年にオックスフォード大学から首席クラスで文学士号を取得、1962年に同大学で博士号を授与された。以後、バウアーソックが取得した名誉学位には、ストラスブール大学名誉博士（1990年）、高等研究実習院（パリ）名誉博士（1999年）、アテネ大学名誉博士（2005年）などがある。また、オックスフォード大学ベリオール・カレッジにてローズ奨学生や名誉研究員にもなっている。
オックスフォード大学ではベリオール、マグダレン、ニューカレッジの3カレッジ（1960年 - 1962年）で歴史学・古典学の教授として講義を担当し、以降はハーバード大学（1962年 - 1980年）で教鞭を執った（1969年から正教授）。またハーバード在職中に古典学会の会長や学芸学科の教務主任も務めた。その後、1980年から2006年に退職するまでプリンストン高等研究所教授となっている。
ギリシア、ローマ、近東の歴史・文化史・古典的伝統に関して、10冊以上の著書と300以上の論文を出している。とくに、著書 Hellenism in Late Antiquity で、米国歴史学会よりジェームズ・ヘンリー・ブレステッド賞を受賞している。

## 著作

### 日本語訳
- G.W.バワーソック 著, 新田一郎 訳『背教者ユリアヌス』思索社, 1986 ISBN 978-4783511182